# Laplaciano vettoriale
In matematica e fisica, l'operatore di Laplace vettoriale, anche chiamato laplaciano vettore o laplaciano vettoriale, indicato con {\displaystyle {\overline {\nabla }}^{2}}, è un operatore differenziale definito su campi vettoriali. Esso è strettamente legato al laplaciano scalare. Infatti, entrambi devono il proprio nome a Pierre-Simon Laplace, matematico e fisico francese che studiò questi operatori. Naturalmente i due operatori differiscono tra loro: quello scalare opera su funzioni scalari e restituisce uno scalare; quello vettoriale opera su funzioni vettoriali e restituisce un vettore.
Per indicare il laplaciano vettoriale, talvolta, si usa anche il simbolo {\displaystyle \nabla ^{2}}, che in genere indica il laplaciano scalare, cadendo nella possibilità di creare confusione. Di solito, nelle trattazioni che adottano questa notazione, il laplaciano scalare è indicato con il simbolo {\displaystyle \Delta }.

## Definizione
Data una funzione {\displaystyle \mathbf {F} } definita in uno spazio euclideo, il laplaciano vettore è definito come il vettore che ha per componenti il laplaciano scalare delle funzioni componenti di {\displaystyle \mathbf {F} }:
{\displaystyle {\overline {\nabla }}^{2}\mathbf {F} =\left\{\nabla ^{2}F_{x},\nabla ^{2}F_{y},\nabla ^{2}F_{z}\right\}}
in cui abbiamo denotato con {\displaystyle \nabla ^{2}={\frac {\partial ^{2}}{\partial x^{2}}}+{\frac {\partial ^{2}}{\partial y^{2}}}+{\frac {\partial ^{2}}{\partial z^{2}}}} il laplaciano scalare.
Esiste un'uguaglianza vettoriale che lega laplaciano vettore al rotore del rotore di un campo vettoriale:
{\displaystyle \nabla \times \left(\mathbf {\nabla \times F} \right)=\mathbf {\nabla } (\mathbf {\nabla \cdot F} )-{\overline {\nabla }}^{2}\mathbf {F} }